# 長澤孝志
長澤 孝志（ながさわ たかし、1982年5月20日 - ）は、日本のギタリスト、マルチプレイヤー、編曲家、作曲家。千葉県出身。

## 使用ギター
エレクトリック・ギター
- Ibanez RG

7弦ギター。購入当初はスタンダードモデルだったが、後にピックアップをEvolutionに交換している。
- Tom Anderson Drop Top HSH
- Tom Anderson Drop top Cajun Red
- Fender Telecaster Vintage Hot Rod '52

アコースティック・ギター
- Maton TE-1

メーカーの読みはメイトン。
- Martin D-18GE
- Guild G212

クラシック・ギター
- Jose Ramirez 2N-CWE
- Antonio Sanchez MOD3450

## レコーディング参加
- angela（ギター）
- 新井ひとみ(東京女子流)（編曲）
- いとうかなこ（編曲）
- 井上苑子（編曲、ギター）
- 内田珠鈴（編曲）
- NGT48（ギター）
- Mi（作曲・編曲）
- KAT-TUN(REC) ,
- 加藤有加利(Arrange) ,
- 上白石萌音(TV) ,
- 川上大輔(Live),
- 川嶋あい(Live Bandmaster,Arrange,REC) ,
- きただにひろし(Live,Arrange) ,
- 喜多修平(Live Bandmaster,Arrange,Compose)
- 栗田けんじ(Arrange)
- KG(REC)
- 小松未可子(REC)
- 小柳ゆき（REC
- KoN with 辛島美登里(REC)
- ザ・コインロッカーズ（編曲）
- 佐咲紗花(Arrange)
- JAM Project(Arrange)
- シン・ヘソン×清木場俊介（REC)
- 鈴木愛理（Live)
- SoulJa(REC)
- トミタ栞(Live , REC)
- 中野腐女シスターズ(Arrange)
- 中川翔子(REC)
- 中嶋ユキノ(Live)
- 西田あい(Live)
- 橋本環奈(TV)
- 秦基博(TV)
- 比花知春(Arrange)
- Vitaminシリーズオーケストラ(Live)
- ふくい舞(Live Bandmaster)
- fumika(Live)
- 星野みちる(ex AKB48)(Live)
- 堀江由衣（REC
- May'n(Live, Bandmaster , REC)
- 魔法女子セイレーン（REC,Live)
- MUSH(ヘキサゴンファミリー)(Arrange)
- motorpool(REC)
- 森恵(Live)
- Rihwa(REC)
- 山本彩(TV)
- 遊吟(Live , Arrange , REC)
- ユン・サンヒョン(Live ,Arrange)
- MindaRyn
  - Miracle soup（編曲[1]）
  - Way to go（編曲[1]）